# Ligament gléno-huméral
Les ligaments gléno-huméraux sont trois ligaments  formant un « Z » situés sur la face antérieure de l'articulation gléno-humérale :
- le ligament gléno-huméral inférieur,
- le ligament gléno-huméral moyen,
- le ligament gléno-huméral supérieur.

## Description

### ligament gléno-huméral inférieur
Le ligament gléno-huméral inférieur (ou ligament prégléno-sous-huméral de Farabeuf ou ligament large de Schlemm) s'insère sur la face antéro-inférieure du labrum glénoïdal de la scapula et la partie adjacente du col de la scapula. Il se termine sur la face antéro-médiale du col chirurgical de l'humérus.

### ligament gléno-huméral moyen
Le ligament gléno-huméral moyen (ou ligament sus-gléno-préhuméral de Farabeuf) s’insère sur la face antéro-supérieure du labrum glénoïdal de la scapula et le voisinage du rebord osseux de la cavité glénoïdale de la scapula. Il se termine sur le petit tubercule de l'humérus en dessous de l'insertion du muscle subscapulaire.
Son bord supérieur est libre et limite en bas le foramen ovale de Weitbrecht.

### ligament gléno-huméral supérieur
Le ligament gléno-huméral supérieur (ou ligament sus-gléno-sushuméral de Farabeuf) s’insère sur la face antéro-supérieure du labrum glénoïdal de la scapula et la partie adjacente du col de la scapula. Il se termine sur la fossette située au-dessus du petit tubercule de l'humérus.
Son bord supérieur s'éloigne du ligament coraco-huméral pour permettre le passage du chef long du muscle biceps brachial.
Son bord inférieur est libre et limite en haut le foramen ovale de Weitbrecht.

## Anatomie fonctionnelle
Les ligaments gléno-huméraux avec le ligament coraco-huméral contribuent à la stabilité de l'articulation gléno-humérale au cours de ses différents mouvements.
Lors de l'abduction du bras, les ligaments gléno-huméraux moyen et inférieur se tendent tandis que le ligament gléno-huméral supérieur se détend.
Le rayon de courbure de la tête de l'humérus étant plus important en haut qu'en bas, les ligaments gléno-huméraux s'étirent davantage et ils empêchent l'écartement des surfaces articulaires.
L'abduction est limitée par le contact du tubercule majeur de l'humérus avec le bord supérieur de la cavité glénoïdale. Ce contact est retardé par la rotation latérale de l'humérus. Ce qui détend légèrement le ligament gléno-huméral inférieur, permettant une abduction de 90° étendu à 110° avec la mobilisation de la scapula(os plat ).
Pendant la rotation du bras, la rotation latérale étire les trois ligaments tandis que la rotation médiale les détend.
| Ligament                                                                  | Mouvements de l'épaule pour tendre le ligament                   | Mouvement de la tête humérale pour tendre le ligament |
| ------------------------------------------------------------------------- | ---------------------------------------------------------------- | ----------------------------------------------------- |
| Ligament gléno-huméral supérieur                                          | Adduction complète                                               | Glissement inférieur ou antérieur                     |
| Ligament gléno-huméral moyen                                              | Rotation latérale                                                | Glissement antérieur                                  |
| Ligament gléno-huméral inférieur : - Bande antérieure - Bande postérieure | - Abduction et rotation latérale - Abduction et rotation médiale | Non spécifique                                        |
| Ligament coraco-humeral                                                   | Extrêmes de flexion, d'extension ou de rotation latérale         | Glissement inférieur                                  |